# Texelstroom (schip, 1966)

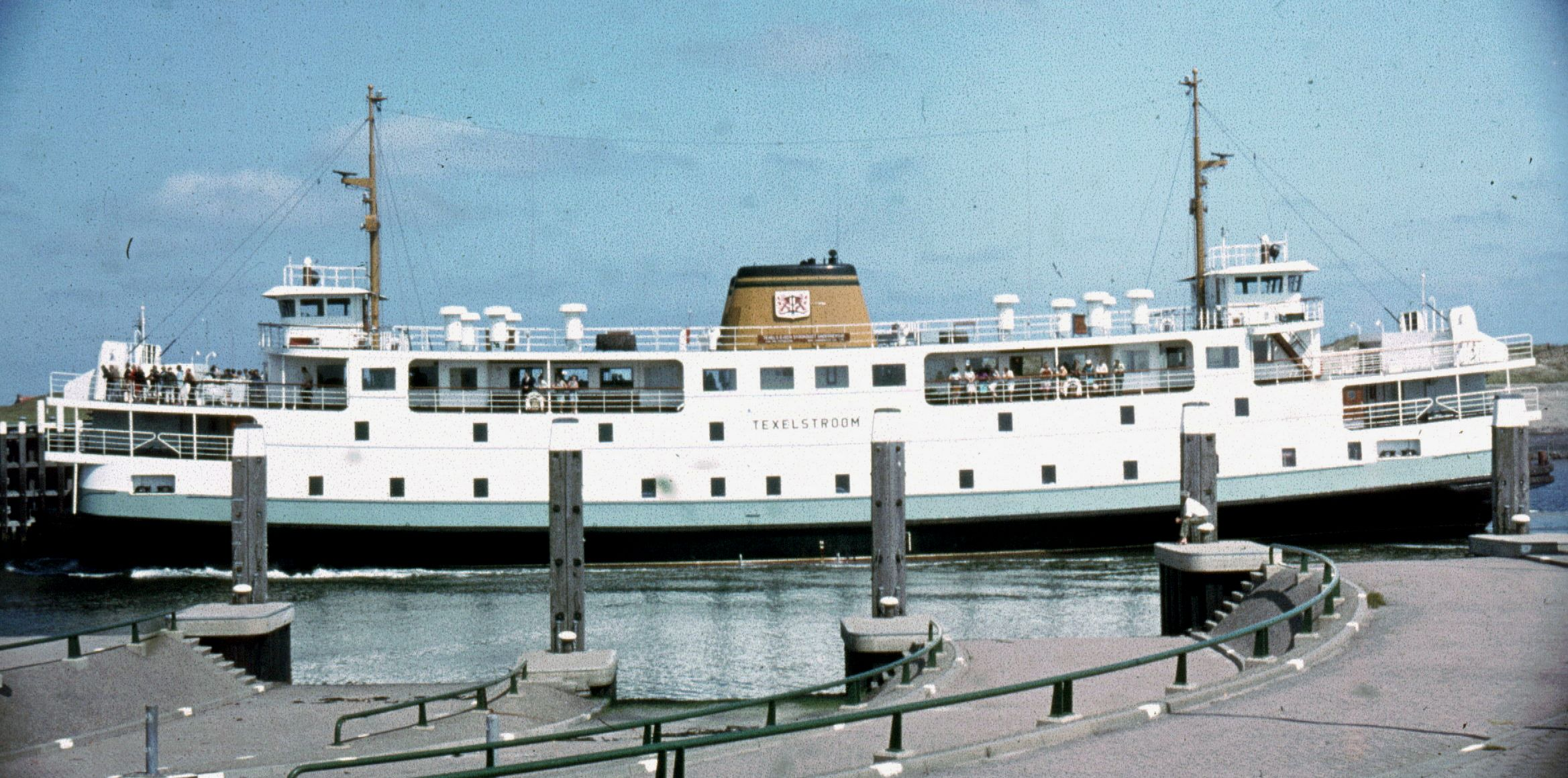
Texelstroom in 't'Horntje, 1968

De Texelstroom was een schip van de veerdienst Texel-Den Helder, de Koninklijke N.V. Texels Eigen Stoomboot Onderneming (TESO). Het schip werd gebouwd door de N.V. Machinefabriek en Scheepswerf van P. Smit Jr. te Rotterdam en het bood plaats aan 70 auto's en 750 passagiers. Het schip deed dienst tot 1991 en werd daarna overgenomen door Gozo Channel Line, waar het onder de naam Citadella tot 2002 voer bij Malta.

## Voorgeschiedenis
In 1964 nam TESO haar eerste kopladingsveerboot, de Marsdiep, in gebruik. Bij de ontwikkeling van dit schip was al duidelijk dat er een tweede schip van gelijke soort zou moeten komen, al was het alleen al om een reserveschip te hebben als de Marsdiep in onderhoud lag. Na de indienststelling van de Marsdiep dacht men dat deze boot het vervoer wel alleen aan kon, maar al heel snel bleek dit niet zo te zijn. Evenals bij de Marsdiep nam TESO-ingenieur De Groot van het Bureau van Scheepsbouw in de arm voor het ontwerp van de nieuwe veerboot. De keuze was volgens hem gemakkelijk: een schip dat nagenoeg gelijk was aan de Marsdiep, maar iets breder om op de fietsdekken eventueel plaats te kunnen bieden aan kleine auto's. TESO dacht ook nog aan de optie een langere veerboot te laten bouwen, maar men vond het jammer dat de in feite nog splinternieuwe Marsdiep dan minder aantrekkelijk zou zijn om in te zetten. Op 20 januari 1965 besloot de Raad van Commissarissen van TESO om een nieuw schip te bestellen, gelijkwaardig aan de Marsdiep. De bouw werd gegund aan de werf van P. Smit Jr., waarmee het contract getekend werd op 15 april 1965.

## Bouw
De bouw van het schip begon op 2 oktober 1965 met de kiellegging. Het bouwnummer was 658. De Texelstroom werd te water gelaten op 1 maart 1966. Na proefvaarten op het Hollandsch Diep op 16, 17 en 18 mei 1966 werd de veerboot op 27 mei 1966 afgeleverd aan TESO.

## Beschrijving

### Dekken
Het bovenste dek van het schip was het topdek. Dit was het gedeelte dat zich boven de stuurhuizen bevond. Dit dek was niet toegankelijk voor passagiers. Onder het topdek bevond zich het brugdek, waar beide stuurhuizen en schoorstenen zich bevonden. Ook dit dek was niet toegankelijk voor passagiers. Het volgende dek was het promenadedek, waarop in het midden toiletten en aan weerszijden salons te vinden waren. De Texelstroom had op dit dek aan weerszijden balkons. Op dit dek verbleven de passagiers gewoonlijk tijdens een overtocht. Hieronder bevonden zich aan weerszijden de rijwieldekken, die qua hoogte halverwege het autodek gesitueerd waren. Het autodek had een hoog middengedeelte voor vrachtauto's, hoge bestelwagens en personenauto's met caravans of fietsen op het dak en aan weerszijden lage gangen voor personenauto's, die zich onder de rijwieldekken bevonden. Onder het autodek waren een tussendek en de tanktop te vinden. Hier stonden onder meer de voortstuwingsinstallaties.

### Voortstuwing
De Texelstroom had een dieselelektrische voortstuwingsinstallatie. Het schip had drie dieselmotoren. De veerboot werd voortgestuwd door twee schroeven, op beide uiteinden een. Afhankelijk van de vaarrichting was een van deze schroeven in werking. De besturing vond plaats via een traditioneel roer.

### Verschillen met deMarsdiep
Op het eerste gezicht leken de Marsdiep en de Texelstroom identieke schepen. Hoewel ze grote gelijkenissen vertoonden en daarom zusterschepen werden genoemd, is een aantal verschillen te benoemen. Allereerst was de Texelstroom 20 centimeter breder dan de Marsdiep. De hutten achter de stuurhuizen die op de Marsdiep aangebracht waren, bezat de Texelstroom niet. Hierdoor stonden de masten direct tegen de stuurhuizen aan. Verder ontbraken op de Texelstroom schuifdeuren aan de zijkant, die de Marsdiep kreeg om in geval van nood als zijladingsschip te fungeren. In het interieur waren de salons en buffetten verschillend. Een laatste verschil was dat de opstelling van de bolders op de Texelstroom afweek van die op de Marsdiep.

## Verloop dienstjaren
Aan het begin van haar dienstjaren had de Texelstroom last van kinderziektes in de voortstuwingsinstallatie. Storingen traden voortdurend op en in 1969 bleek er abnormale slijtage aan de hoofdmotoren plaats te vinden. Na oplossing van diverse problemen onderhield de Texelstroom in de jaren 1960 en 1970 samen met de Marsdiep gestaag de veerdienst, waarbij tijdens zomerse drukte gependeld werd in plaats van het varen volgens dienstregeling.
De kleurstelling van het schip, origineel met een smalle blauwe band, werd later veranderd in een brede gele band. Ook zijn de daken van de stuurhuizen een tijdje fel-oranje geweest. Op de schoorstenen prijkte oorspronkelijk het wapen van Texel, maar in de jaren 80 is dit veranderd in het logo van TESO.
Met de komst van de Molengat in 1980 werd de Texelstroom reserveschip. In 1991 arriveerde de Schulpengat op Texel, wat het definitieve einde betekende voor de beide enkeldeksschepen. Op 31 maart 1991 stelde TESO ze buiten gebruik.

## Verkoop en tweede leven alsCittadella
De Texelstroom werd in 1992 samen met haar zusterschip verkocht aan Gozo Channel Line. Beide enkeldekkers vertrokken naar Malta om de veerdienst Cirkewwa-Mgarr te onderhouden. De Texelstroom kreeg hierbij de naam Cittadella. Vanaf 1995 voer de veerboot voor Gozo Channel Line, totdat deze in juli 2002 verkocht werd voor de sloop. De sloop vond plaats op een strand in Aliage in Turkije. Op foto's van de sloop is alleen te zien dat de tot Mgarr omgedoopte Marsdiep half afgebroken is, waardoor boze tongen beweren dat de Cittadella nog steeds rondvaart.